# Toivon tuolla puolen

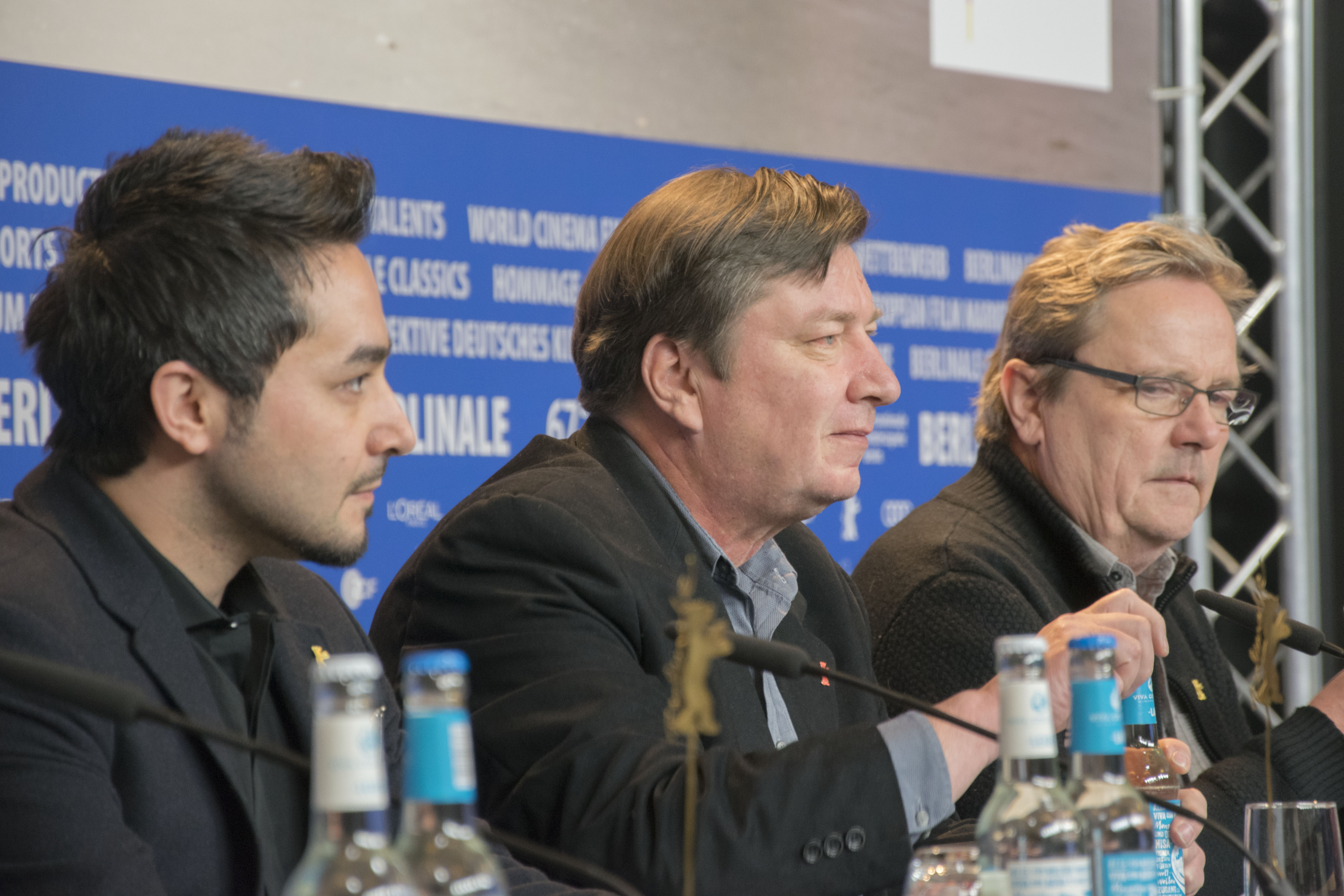
Haji, Kaurismäki e Kuosmanen no 67.º Festival internacional de Cinema de Berlim.

Toivon tuolla puolen (em inglês:  The Other Side of Hope; em alemão:  Die andere Seite der Hoffnung) é um filme de drama e comédia finlandês de 2017, escrito, produzido e dirigido por Aki Kaurismäki. O filme foi produzido pela empresa finlandesa de Kaurismäki Sputnik. Em dezembro de 2016, foi selecionado para disputar uma competição no 67º Festival Internacional de Cinema de Berlim. A história é sobre um empresário finlandês que conhece um requerente de asilo sírio procurando sua irmã desaparecida. 

## Enredo
Em Helsinque, Waldemar, um vendedor ambulante de camisas, briga com a esposa e a deixa. Ele decide sair do negócio e vende as camisas restantes. Ele joga seu novo dinheiro em um jogo de pôquer e ganha muito. Com seus ganhos, ele compra um restaurante. Seus três funcionários são inicialmente céticos em relação às tentativas de Waldemar de revigorar o restaurante.
Ao mesmo tempo, Khaled aparece ilegalmente em Helsinque em um cargueiro. Ele se entrega à polícia e pede asilo. Na instalação de processamento de refugiados para a qual ele foi enviado, ele faz amizade com Mazdak, um refugiado iraquiano. Khaled pede a Mazdak que o ajude na busca de sua irmã, Miriam, que se perdeu durante sua jornada pelos Balcãs em busca de refúgio na Guerra Civil Síria. Quando o governo finlandês nega a solicitação de asilo de Khaled após uma entrevista, Khaled escapa da instalação.
Waldemar encontra Khaled escondido perto de seu restaurante, oferece refúgio e o contrata. Waldemar e sua equipe ajudam Khaled a conseguir novos papéis. Mazdak finalmente recebe notícias de Miriam. Waldemar e Khaled contratam um caminhoneiro para trazê-la da Lituânia, onde ela estava em um centro de refugiados. Khaled e Miriam se reúnem. Pouco tempo depois, Khaled volta para casa e volta ao apartamento de Waldemar. No caminho, ele é assediado por um bandido racista que o esfaqueia quase até a morte. Waldemar vê poças de sangue quando volta para sua casa e sai para encontrar Khaled. Khaled está sentado debaixo de uma árvore na margem de um rio, sorrindo enquanto um cachorro pequeno lambe seu rosto.

## Elenco
- Sherwan Haji - Khaled Ali

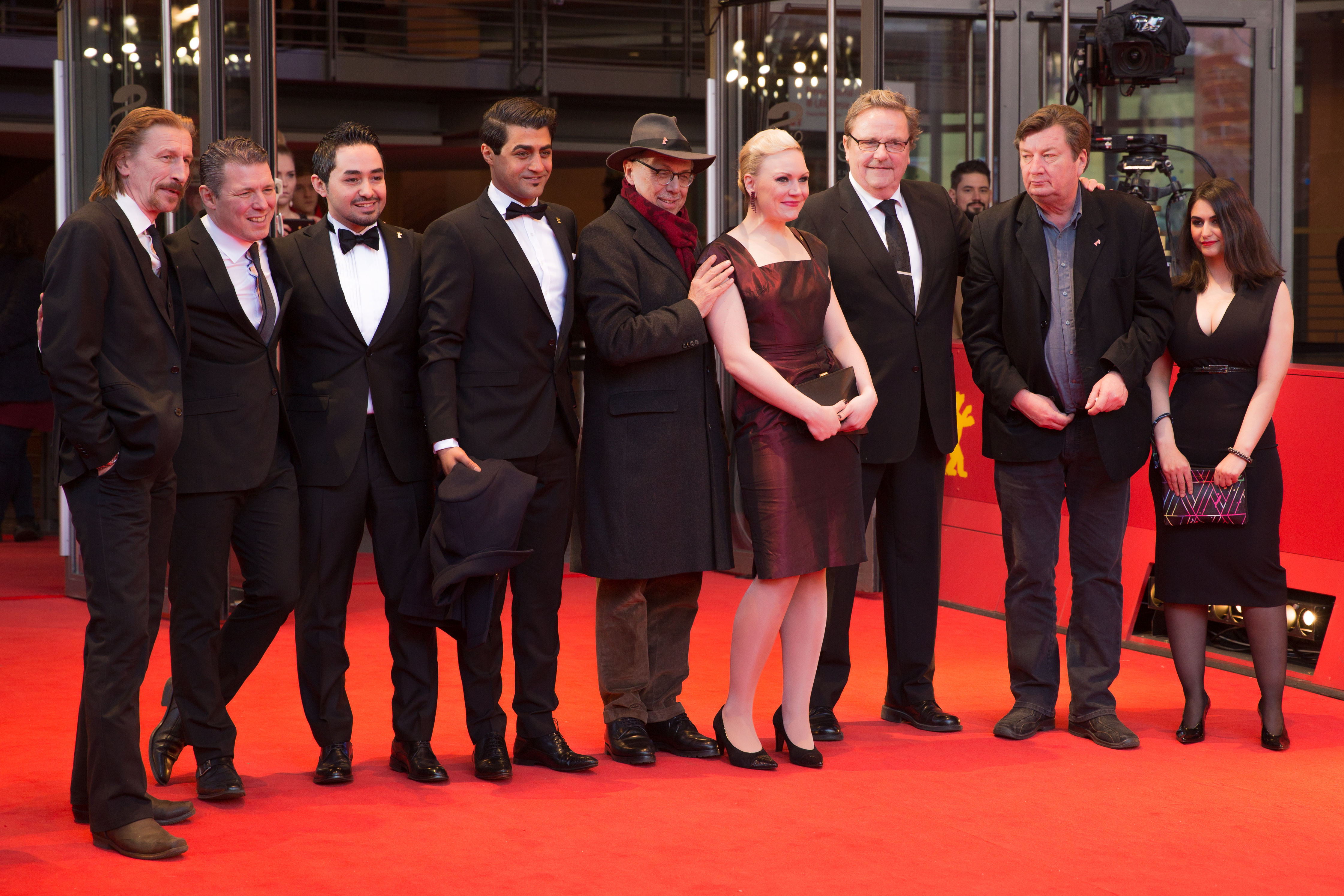
O elenco do filme no Festival de Berlim.

- Sakari Kuosmanen - Waldemar Wikström
- Ilkka Koivula - Calamnius
- Janne Hyytiäinen - Cosinheiro
- Nuppu Koivu - Mirja
- Kaija Pakarinen - esposa
- Niroz Haji - Miriam
- Simon Hussein Al-Bazoon - Mazdak
- Kati Outinen
- Tommi Korpela - Melartin
- Ville Virtanen
- Timo Torikka
- Elina Knihtilä
- Hannu-Pekka Björkman

## Produção
Aki Kaurismäki disse que pretendia mudar as perspectivas de refugiados na Finlândia.  Sherwan Haji ganhou o papel de Khaled depois de responder a uma chamada de elenco para um ator do Oriente Médio, de preferência da Síria.
Haji comentou que ele se baseou em suas experiências pessoais para interpretar o personagem, dizendo: "Levei talvez dez minutos para fechar meus olhos e pensar que estou em casa, e de repente choveu bombas".  Kaurismäki perguntou a Haji se ele tocava um instrumento e, ao descobrir que sim, pediu a Haji que levasse o instrumento ao set, escrevendo uma cena para incorporar isso. Depois de considerar o título provisório O Refugiado não poético, Kaurismäki disse que encontrou seu título O Outro Lado da Esperança em um poema grego antigo.

## Recepção
O Outro Lado da Esperança foi altamente aclamado após o lançamento. No Rotten Tomatoes, o filme possui uma taxa de aprovação de 92%, com base em 107 críticas, com uma pontuação média de 7,8 / 10. O consenso crítico do site diz: "O diretor-escritor Aki Kaurismäki aprimora ainda mais seu trabalho com O Outro Lado da Esperança, oferecendo um drama oportuno, cujo ar melancólico é levedado por sua empatia".  No Metacritic, ele tem 84 pontos de 100 com base em 23 avaliações, indicando "aclamação universal".
O filme foi escolhido como o melhor filme de 2016-17 pela FIPRESCI.